# Arquidiocese de Deli
A Arquidiocese de Deli (Archidiœcesis Delhiensis) é uma arquidiocese da Igreja Católica situada em Deli, na Índia. É fruto da divisão da Arquidiocese de Deli e Simla. Seu atual arcebispo é Anil Joseph Thomas Couto e seu bispo-auxiliar é Franco Mulakkal. Sua Sé é a Catedral do Sagrado Coração. Possui 70 paróquias sob sua jurisdição.

## História
A presença dos missionários católicos remontam ao tempo da expansão da Arquidiocese de Goa, ainda no Século XVI, com as missões jesuítas na Índia. Mais tarde, foi criada uma missão em Agra. Em 1648, Shah Jahan muda a sede de seu Império de Agra para Deli e com o crescimento da nova capital, mais cristãos chegaram na região. Em 1656, havia informações de um cemitério católico na cidade.
Entre 1656 e 1725 não há muitas informações sobre os católicos da região. Com a chegada do Frei Ippolyto Desideri, vindo do Tibete, viu que as igrejas estavam em ruínas, sinal de que teriam ocorridos ataques aos cristãos na região.
Frei Desideri, com a saúde debilitada, realizou poucas obras missionárias, mas conseguiu reerguer duas igrejas. Entretanto, em 1739, ocorre a invasão persa, liderada por Nader Xá, que destrói a cidade. Os missionários sobrevivem escondendo-se em ruínas e escombros.
Em 1746, os jesuítas reconstruíram duas igrejas, dando continuidade às ações missionárias. Em 1773, a região é entregue aos cuidados da Ordem Carmelita, que substitui os jesuítas, reprimidos pelos governos locais.
Tendo grande área para cuidar, os Carmelitas pedem ajuda à Santa Sé, que muda a sede da Prefeitura Apostólica do Hindustão-Tibete de Patna para Agra, esta sob os cuidados dos Capuchinhos.
Em 1784, é criado o vicariato apostólico do Grande Mugal. Entretanto, rebeliões destruíram muitas igrejas na região. Em 1865, graças aos esforços do Padre William Keegan, várias igrejas foram reconstruidas e várias crianças foram batizadas. Junto ao Padre Keegan, a Sra. Dominga D'Eremão (provavelmente de origem portuguesa) conseguiu várias áreas para construção de igrejas junto ao imperador Mugal.
Em 1910, foi criada a Arquidiocese de Simla, erigida pelo desmembramento de parte da Arquidiocese de Agra e da Diocese de Lahore. Essa arquidiocese teve seu nome alterado para Arquidiocese de Deli e Simla em 1937.
Em 1959, com o crescimento do número de cristãos na região, foi feita a divisão da Arquidiocese, em Arquidiocese de Deli e Diocese de Simla e Chandigarh.

## Prelados
|                            | Nome                                    | Período            | Notas                      |
| Arcebispos de Deli         | Arcebispos de Deli                      | Arcebispos de Deli | Arcebispos de Deli         |
| -------------------------- | --------------------------------------- | ------------------ | -------------------------- |
| 5º                         | Anil Joseph Thomas Couto                | 2012-              | Atual                      |
| 4º                         | Vincent Michael Concessão               | 2000-2012          |                            |
| 3º                         | Alan Basil de Lastic                    | 1990-2000          |                            |
| 2º                         | Angelo Innocent Fernandes               | 1967-1990          |                            |
| 1º                         | Joseph Alexander Fernandes              | 1959-1967          |                            |
| Arcebispo coadjutor        |                                         |                    |                            |
|                            | Angelo Innocent Fernandes               | 1959-1967          |                            |
| Arcebispos de Deli e Simla |                                         |                    |                            |
| 2º                         | Joseph Alexander Fernandes              | 1951-1959          |                            |
| 1º                         | Silvestro Patrizio Mulligan, O.F.M.Cap. | 1937-1950          |                            |
| Arcebispos de Simla        |                                         |                    |                            |
| 1º                         | Anselm Edward John Kenealy, O.F.M.Cap.  | 1910 - 1937        |                            |
| Bispo auxiliar             |                                         |                    |                            |
|                            | Deepak Valerian Tauro                   | 2021-              | Atual                      |
|                            | Franco Mulakkal                         | 2009-2013          | Nomeado Bispo de Jalandhar |
|                            | Anil Joseph Thomas Couto                | 2000-2007          | Nomeado Bispo de Jalandhar |
|                            | Vincent Michael Concessao               | 1995-1998          | Nomeado Arcebispo de Agra  |